# Ommatius hyacinthina
Ommatius hyacinthina är en tvåvingeart som först beskrevs av Jacques-Marie-Frangile Bigot 1877.  Ommatius hyacinthina ingår i släktet Ommatius och familjen rovflugor. Inga underarter finns listade i Catalogue of Life.